# MICA
Pour les articles homonymes, voir Mica (homonymie).
Le missile français antiaérien MICA (acronyme de « Missile d'Interception, de Combat et d'Auto-défense ») a été conçu pour remplacer à la fois le Super 530D (moyenne portée - 25 km) et le Matra R550 Magic II (courte portée - 10 km), équipant les Mirage 2000 et le Rafale, mais aussi pour des engagements au-delà de la portée visuelle [APV - BVR], soit au-delà 37 km. Le MICA remplit donc les missions qui nécessitent habituellement l'emploi de deux missiles, par exemple les AIM-120 AMRAAM et AIM-9 Sidewinder. Avec ses 112 kg, soit une masse de 50 kg inférieure à celle d'un AIM-120A, il affiche une portée comparable, qui est de 60 km pour la version IR et 80 km pour la version EM,,. Il possède  une grande manœuvrabilité grâce à ses gouvernes aérodynamiques et surtout à la poussée vectorielle dont il est le premier missile occidental à bénéficier, égale à celle de l'AIM-9 Sidewinder, pourtant plus léger de 27 kg.
Il est de type « tire et oublie », ceci permet au pilote de se concentrer sur d'autres menaces, à la différence des missiles de précédentes générations qui nécessitaient un guidage de l'avion tireur jusqu'à l'interception de la cible par le missile. Le couple Rafale/MICA a réalisé, avec succès, le 11 juin 2007, une première mondiale, en tirant sur un agresseur situé derrière le Rafale grâce à une désignation d'objectif transmise par liaison 16 depuis un deuxième avion, transformant ainsi l'agresseur en proie,.

## Historique
Au début des années 1980, les États-Unis proposent aux Européens de concevoir un missile air-air à courte portée pour remplacer leurs AIM-9 Sidewinder, pendant qu'ils étudient un missile moyenne portée qui succéderait à l'AIM-7 Sparrow. L'idée est de séparer les développements pour ensuite croiser les achats.
La France refuse cette proposition et décide de développer un missile capable des deux missions, grâce à deux autodirecteurs interchangeables : le MICA EM remplace le missile à moyenne portée Super 530D et le MICA IR remplace le Magic II (missile pour le combat rapproché). Le premier tir du MICA est effectué en 1992 et le missile entre en service en 1996.
Le coût total du programme MICA air-air est estimé aux conditions financières de 2009 à 1 674 millions d'euros. 570 Mica IR et 540 Mica EM sont livrés à l'armée de l'air française, les derniers en 2012, soit environ 1,5 million d'euros le missile. Son emploi sous sa forme actuelle est assuré jusqu'en 2020–2025.
En 1995, le développement d'un missile complémentaire, le Meteor, est décidé pour engager des cibles à grande distance au-delà de la portée visuelle [APV] (BVR - Beyond Visual Range) et respecter les règles d'engagement (ROE - Rules Of Engagement) en vigueur à cette époque, par exemple pour l'attaque à une distance de 100 km d'avions-radars ou d'avions ravitailleurs. Les premiers exemplaires de série doivent sortir des chaines en 2012, alors que la première mise en service opérationnelle dans l'armée française est programmée pour 2018. Lors de la campagne d'essais CDG8 à bord du porte-avions nucléaire Charles de Gaulle, des tests de configuration mixte MICA/Meteor ont été effectués sur le Rafale M02, qui emportait pour la première fois un radar RBE2-AESA.
Un MICA-NG (Nouvelle Génération), est en cours de développement pour une entrée en service vers 2030. Il se distingue par des performances accrues grâce à un propulseur bi-pulse amenant une plus grande manœuvrabilité et une portée augmentée, des autodirecteurs de nouvelle génération et une électronique miniaturisée de haute précision,. Il ne contiendra pas d'élément provenant des États-Unis pouvant être pris en compte par les réglementations américaines sur le trafic d'armes au niveau international [ITAR].

## Description technique

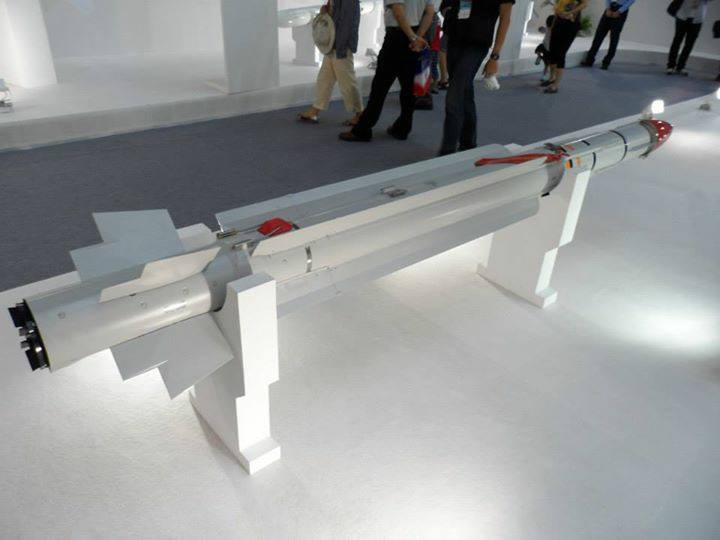
Maquette 1/1 d'un missile MICA exposée à Taïwan.

### Guidage
Pendant la durée du vol, le missile utilise un guidage inertiel. En fin de course, le missile recherche sa cible avec un autodirecteur infrarouge ou électromagnétique. Les deux systèmes sont interchangeables.
L'autodirecteur électromagnétique actif « AD-4A », fabriqué par Thales, travaille dans la bande Ku.
L'autodirecteur infrarouge est fabriqué par Safran Electronics & Defense. Il a l'avantage d'être totalement discret. Il est également utilisé pour des fins de veille infrarouge embarquée. Ses capacités de détection dans deux bandes de fréquences infrarouges lui permettent de distinguer les cibles et les leurres.
Les deux versions du MICA (électromagnétique et infrarouge) peuvent être tirées à grande distance en fonction du contexte tactique, la version infrarouge étant particulièrement adaptée aux combats courte portée. En fin d'année 2010, MBDA annonçait un taux de réussite de 93 % sur plus de 240 tirs réalisés.
Le missile peut être utilisé selon quatre modes de fonctionnement du couple Rafale/MICA : les modes 1 et 2 sont utilisés pour les engagements air-air à longue distance et correspondent donc à des tirs longue portée pour les deux versions du MICA. Dans ces deux modes, le missile se dirige vers la position future de la cible, celle-ci étant mémorisée au moment du tir, puis lorsque l'autodirecteur est à portée de détection de la cible, celui-ci prend le relais pour assurer un guidage autonome jusqu'à l'interception finale. Le missile est donc dans ce cas, accroché après tir (lock-on after launch). Dans le cas du mode 1, la position de la cible future est réactualisée par liaison de données avec l'avion tireur, tandis que dans le cas du mode 2, la position future de la cible n'est pas rafraîchie pendant le vol du missile et la trajectoire est donc purement élaborée en fonction des paramètres mémorisés de la cible jusqu'à atteinte de la portée d'accrochage de l'autodirecteur et activation du guidage autonome final. Les modes 3 et 4 sont utilisés dans le cadre des engagements courte portée avec la version à autodirecteur infrarouge du missile. Dans le mode 3, le missile peut être employé pour des tirs à très fort dépointage avec l'utilisation d'un viseur de casque ; il est accroché pendant le vol et est donc tiré en mode Lock-on after launch. Dans le cas du mode 4, le missile est déjà accroché avant tir (lock-on before launch).

### Charge
La charge explosive est fabriquée par TDA Armements ; elle représente 12 kg d'explosifs, avec un effet de souffle et de fragmentation.

### Propulsion
La propulsion est réalisée par un moteur fusée à propergol solide. Bien que la masse du missile soit de 50 kg inférieure à celle d'un AIM-120A, il affiche une portée comparable qui est évaluée entre 60 et 80 km (un essai taïwanais le 8 mai 1998, le premier hors de France, a détruit un drone après avoir parcouru 67 km) tout en obtenant une très grande manœuvrabilité grâce à sa poussée vectorielle et à ses gouvernes aérodynamiques.
Le missile est étudié pour générer une faible traînée aérodynamique.

### Assemblage
Le missile est fabriqué par la société européenne MBDA, dans l'usine de Selles-Saint-Denis (Loir-et-Cher).

## Versions
Le MICA est le seul missile occidental à disposer d'un autodirecteur interchangeable, guidage Radar EM pour l'interception lointaine  (500 m - 80 km) et à imagerie infrarouge (IR) pour le combat tournoyant et l'interception (500 m - 60 km).

### MICA EM (air-air à guidage électromagnétique)[6]
Cette version initiale du MICA à guidage Radar est entrée en service en 1996 sur Mirage 2000-5.
Grâce à ses deux systèmes de guidage, le missile MICA permet un haut niveau de flexibilité tactique grâce à sa capacité à répondre aux exigences opérationnelles de courte portée mais aussi au-delà de la portée visuelle (Beyond Visual Range).
Le MICA air-air aurait été commandé par les Armées de l'air française, grecque, taïwanaise, qatari, émirienne, indienne, marocaine et par l'aéronavale française.
Un Rafale F2 tire un MICA le 11 juin 2007 du Centre d'essais des Landes de la Direction générale de l'armement (DGA) à Biscarrosse.

### MICA IR (air-air à guidage infrarouge)[6]
Cette version a été mise en service en 2000, il s'agit du même missile dont on a changé l'autodirecteur EM (guidage radar) pour un autodirecteur IR (guidage Infrarouge).
Par rapport à la concurrence des missiles à guidage infrarouge le MICA-IR dispose d'un mode de tir longue distance, le missile est d'abord dirigé sur la position future de sa cible, avant que l'autodirecteur IR ne prenne le relais lors de la phase d'attaque, la sécurité du tir est assurée par une liaison avion-missile. Légèrement moins aérodynamique que le MICA-EM, le MICA-IR reste capable d'intercepter une cible jusqu'à 60 km, sa maniabilité de 50 G à courte portée reste égale à 30 G à plusieurs dizaines de km. Par rapport à l'ASRAAM proposé par le même constructeur MBDA, le MICA-IR dispose en condition opérationnelle de plusieurs avantages : 
- une plus grande agilité  en combat tournoyant grâce à sa poussée vectorielle et à son empennage de plus grande dimension.
- une vitesse supérieure (Mach 4 vs Mach 3).
- une portée supérieure (60 km vs 35 km).
- Les autodirecteurs des MICA-IR sont intégrés à la fusion de données du système d'armes du Rafale et lui fournissent des pistes détectées sans  même avoir été tirés.

### MICA NG (EM et IR air-air)[6]
À la suite de la Loi de programmation militaire (LPM) 2019-2025, un nouveau programme d'armement voit le jour sous la dénomination « MICA nouvelle génération ». Deux nouvelles versions seront développées : une version avec autodirecteur infrarouge (IR) et une version avec autodirecteur électromagnétique (EM), c'est-à-dire à acquisition radar. Il ne devra pas contenir de composants américains pour s'affranchir de la Réglementation américaine sur le trafic d'armes au niveau international(acronyme ITAR en anglais), et permettre l'exportation sans accord du gouvernement des États-Unis.
Les capacités du MICA NG seront fortement augmentées afin de résoudre la problématique du développement des concepts A2/AD (déni d’accès et interdiction de zone) : accroissement des opérations en réseau, connectivité accrue, accélération du cycle de décision et d’engagement, évolution des moteurs M88, des capteurs et armements, avec en particulier le nouveau missile air-air Mica NG équipé d'un propulseur à double impulsions et commandé à 567 exemplaires par la DGA en novembre 2018,
La quasi-totalité des équipements internes seront modernisés, mais l'aérodynamique, la masse, le centrage et les dimensions resteront identiques aux deux premières versions du MICA.
Le gain de place obtenu par la miniaturisation des composants électroniques permettra de doter le MICA NG d'un propulseur à double impulsion, augmentant la portée d'une vingtaine de km et de conserver une maniabilité de 50 G dans la phase terminale même en limite de portée  (80 km pour la version IR et 100 km pour la version EM).
L'autodirecteur de la version MICA NG IR sera doté d'un capteur matriciel extrêmement sensible afin de lui permettre de toucher des cibles furtives (avions, drones, missiles de croisière, etc.) et de résister aux dernières versions de leurres thermiques.
Le MICA NG IR permettra à l'armée française de disposer à partir de 2026 du missile IR, couplé au viseur de casque du Rafale F4 afin d'exploiter pleinement les capacités d'accrochage après le tir.
Le MICA EM devrait offrir une solution face aux futurs brouilleurs laser embarqués.
Les livraisons devraient avoir lieu entre 2026 et 2031.

### VL-MICA (surface-air)

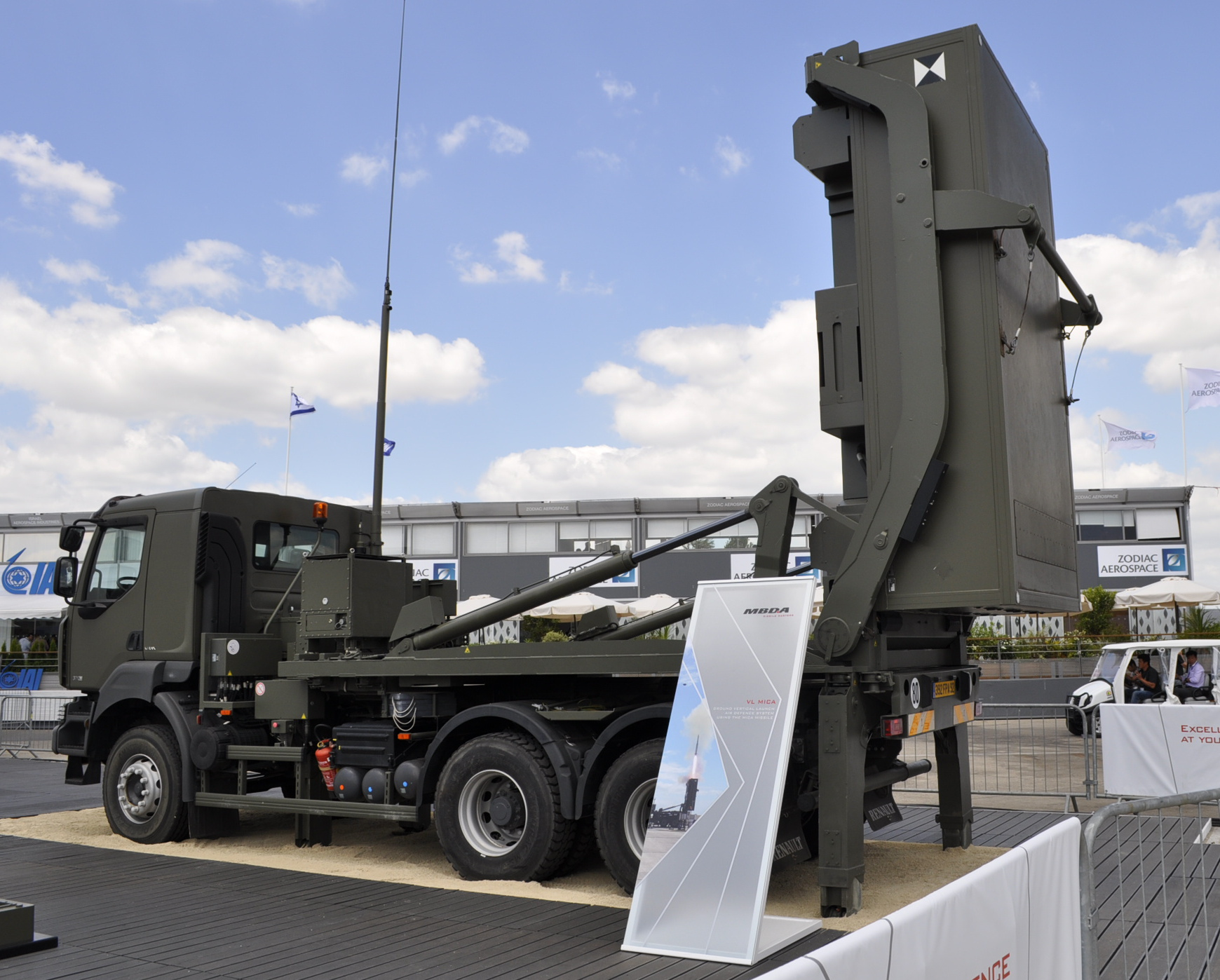
Lanceur terrestre du missile « VL Mica » au salon du Bourget 2015.

La version VL-MICA (Vertical Launch MICA), développée sur fonds propres par MBDA, est présentée à Singapour en février 2000. Une première campagne de tirs, en décembre 2001, permet de valider le concept du tir vertical. Le MICA surface-air, ou VL-MICA (Vertical Launch MICA) existe en version terrestre et maritime.
Dans sa version terrestre, le VL-MICA est un système de défense aérienne terrestre de courte portée permettant de lancer les missiles MICA. Sa fonction de tir vertical et sa capacité « tire et oublie » permettent au VL MICA d'assurer la défense aérienne d'une zone englobant des installations sensibles civiles ou militaires ou la protection de forces armées en manœuvre.
Le système est capable de prendre en compte tous les types de cibles aériennes, excepté les missiles balistiques, en particulier les avions ayant une faible signature radar, les hélicoptères, les drones, ou des munitions tirées à longues distances (stand-off) comme des bombes guidées avec précision, des missiles de croisière, ou des missiles antiradars. Il est particulièrement efficace contre les attaques saturantes venant de toutes les directions grâce aux capacités multicibles intrinsèques du missile MICA ainsi qu'au système de lancement vertical permettant de tirer une salve en un temps très bref dans tous les secteurs d'arrivée des menaces.
Le système VL-MICA terrestre se compose d'un véhicule terrestre de commandement et de conduites des tirs, d'un véhicule transportant un radar tridimensionnel assurant la détection des cibles (Ground Master 200 de Thales), ainsi que de deux à six lanceurs verticaux également intégrés sur véhicules. Le centre de commandement, appelé Centre des Opérations Tactiques (Tactical Operations Center), ou centre de commandement de l'unité antiaérienne (Platoon Command Post), permet de mener toutes les fonctions de commandement, de contrôle et de coordination locale des feux, telles que l'engagement des forces en temps réel, la planification d'une mission, la surveillance du système ou encore la connexion avec un niveau supérieur de commandement et de coordination dans le cadre d'un système global de défense aérienne. Ce centre des opérations tactiques contrôle à distance le radar tridimensionnel, ainsi que les lanceurs verticaux, ceux-ci pouvant être éloignés d'une dizaine de kilomètres du TOC afin d'augmenter l'étendue de la zone protégée. Il peut également gérer en parallèle un missile à courte portée comme le MISTRAL.
Un module de lancement VL-MICA peut aussi être géré par la nouvelle version du système SAMP/T (SAMP/T-NG), disposant d'un poste de travail pour un opérateur pouvant commander d'autres vecteurs d’interception à courte portée (dont le MICA) et très courte portée (comme le MISTRAL par exemple), dans une bulle multicouche unique, en évitant la multiplication des radars.
En version maritime, le VL MICA est intégré à un système maritime de combat fournissant les coordonnées de désignation de la cible transmises par l'intermédiaire des radars de défense aérienne. Lancé d'un container utilisé à la fois pour le stockage et le tir vertical, le missile permet de couvrir une aire d'engagement de 360 degrés tout en conservant la furtivité du navire. Modulable et très compact, le système de défense naval VL-MICA peut être installé sur une large gamme de navires de guerre. Ce n'est que le 22 décembre 2005 que les armées françaises s'intéressent au concept et organisent le 24 avril 2006 le premier d'une série de 14 tirs réussis au Centre d'essais de lancement de missiles à Biscarrosse, à partir du Conteneur lanceur autonome (CLA) ; l'Armée de l'air voyant là une occasion de recycler ses MICA air-air vieillissants (obsolescence du capteur infrarouge notamment, qui se dégrade par son exposition au jour lorsqu'il est monté sur un avion). Le dernier tir ayant quant à lui lieu le 28 octobre 2008.

### Conteneur pour lance torpilles et A3SM (lancement depuis un sous-marin)
Le Mica peut être véhiculé sous l'eau par un conteneur proposé par Naval Group, éjecté depuis un tube lance-torpilles, et pointer sa cible lors de l'émersion.
Mais il prend ainsi la place d’une torpille ou d’un missile antinavire, ce qui réduit les capacités offensives du sous-marin, d'autant plus s’il est de petite taille. Naval Group a développé une version équipée de Mica de l'A3SM, son lanceur triple pour missiles Mistral qui peut être intégré dans le kiosque d'un sous-marin,. L'Inde pourrait en équiper ses Scorpène.

## Pays utilisateurs

### Utilisateurs actuels
Arabie saoudite
Marine royale saoudienne : 120 missiles MICA sont commandés en 2018 et, 95 sont livrés en 2022 et 2023 pour armer les 16 lanceurs VL-MICA des corvettes de classe Al Jubail,.
Garde nationale d'Arabie saoudite : 250 missiles MICA sont livrés en 2018 et 2019 pour armer des lanceurs VL-MICA,.
 Botswana
Forces de défense botswanaise : 50 missiles MICA livrés en 2020 après une commande en 2016, ils sont destinés à équiper des lanceurs VL-MICA,.
 Croatie
Forces de l'armée de l'air et de défense aérienne de la république de Croatie : des missiles MICA sont attendus pour équiper les douze avions Rafale livrés à partir d'avril 2024,.
 Égypte
Marine égyptienne : 100 missiles MICA livrés entre 2017 et 2023 pour équiper les 16 lanceurs VLS des corvettes de classes Gowind. Entre 2022 et 2023, 200 nouveaux missiles MICA NG sont livrés pour équiper les frégates de classe MEKO 200,.
Armée de l'air égyptienne : 150 missiles MICA livrés entre 2015 et 2019 pour équiper les avions de combat Rafale livrés à partir de 2015.
 Émirats arabes unis
Force aérienne des Émirats arabes unis : 500 missiles MICA sont livrés entre 2003 et 2007 pour armer les Mirage 2000-9. En 2021, 600 MICA-NG sont commandés pour équiper les futurs Rafale F4 émiriens,.
Marine des Émirats arabes unis : 20 missiles MICA sont livrés en 2013 pour armer les six lanceurs VLS des patrouilleurs de classe Falaj 2.
25 missiles MICA-NG sont livrés en 2023 pour équiper les 16 lanceurs VLS des corvettes de classes Gowind. Les bâtiments devaient initialement être armés de missiles ESSM block 2, mais les États-Unis s'opposèrent à leur exportation en raison d'un projet de base chinoise aux Émirats. Le MICA est également préféré aux missiles sud-coréens.
 France
Armée de l'air et de l'espace : 370 missiles MICA-EM sont livrés entre 1999 et 2008, tandis que 730 missiles MICA-IR sont livrés entre 2004 et 2012, pour un total de 1 100 missiles MICA livrés en 2012 et destinés à armer les Mirage 2000-5 et les Rafale,.
En 2018 il est annoncé que 300 missiles MICA seront rénovés tandis que 200 missiles MICA-NG sont commandés pour être livrés à partir de 2026. En 2021, 367 nouveaux missiles MICA-NG sont commandés ainsi que 150 missiles MICA d'entrainement avec une livraison prévue entre 2028 et 2031 pour atteindre l'objectif de 567 missiles MICA-NG fixé dans la loi de programmation militaire 2019-2025. Ces missiles doivent armer les Rafale, les Mirage 2000-5 et les Mirage 2000D rénovés. Les 56 premiers MICA rénovés sont livrés en 2022. En 2025, la version NG est annoncée pour 2030.
En janvier 2024 il est annoncé que les Crotale NG en service dans l'armée de l'air seront remplacés par 12 VL-MICA à l'horizon 2035. Les deux premiers systèmes qui permettent de remplacer les Crotale NG cédés à l'Ukraine sont livrés en juin 2024 afin de participer à la protection des Jeux olympiques et paralympique de Paris,.
 Géorgie
Forces armées géorgiennes : un nombre inconnu de missiles MICA est commandé en 2015 pour équiper une batterie de lanceurs VL-MICA.
 Grèce
Force aérienne grecque : 100 missiles MICA-EM sont livrés en 2003 et 2004, et 100 autres missiles MICA-IR le sont ensuite en 2006 pour équiper les Mirage 2000-5 grecs.
 Inde
Force aérienne indienne : 500 missiles MICA-EM et MICA-IR sont livrés entre 2014 et 2021 (493 selon le SIPRI) pour équiper les Mirage 2000I/TI indiens, un tir réel ayant lieu dès septembre 2016,. Entre 2021 et 2023, 350 nouveaux missiles MICA-RF et MICA-IR sont livrés pour équiper les avions Rafale,, tandis qu'il est annoncé en août 2020 l'intégration du missile MICA sur les SU-30MKI.
Marine indienne : des missiles A3SM MICA peuvent être tirés depuis les sous-marins de classe Kalvari en immersion.
 Indonésie
Marine indonésienne : 40 missiles MICA sont livrés en 2019 et 2020 pour équiper les 12 silos de VL-MICA armant les frégates de classe Martadinata, un premier tir d'entrainement ayant lieu en avril 2023. Des discussions sont en cours pour remplacer les missiles Sea Wolf vieillissant équipant les corvettes de classe Bung Tomo par des missiles VL-MICA.
 Maroc
Forces royales air : 150 missiles MICA-IR et MICA EM sont livrés en 2011 pour équiper les Mirage F1 modernisés au standard ASTRAC.
Armée royale : 200 missiles MICA sont commandés en 2020 pour équiper deux batteries de VL-MICA ; les 100 premiers missiles étant livrés en 2022,.
Marine royale : les frégates de classe Sigma sont équipées de lance-missiles VL-MICA.
 Oman
Marine du Sultanat d'Oman : 60 missiles MICA sont livrés en 2013 et 2014 pour équiper les douze silos VL-MICA armant les corvettes de classe Khareef.
Garde royale d'Oman : 50 missiles MICA sont livrés en 2012 pour équiper des lanceurs VL-MICA.
 Qatar
Force aérienne de l’Émir du Qatar : 100 missiles MICA-EM sont livrés entre 1997 et 1999 pour armer les Mirage 2000-5. Par la suite, 150 nouveaux missiles MICA-EM et 150 MICA-IR sont livrés en 2019 et 2020 pour équiper les avions Rafale,.
Marine du Qatar : 30 missiles MICA sont livrés en 2022 pour équiper les huit silos de VL-MICA armant les patrouilleurs de classe Musherib.
 Singapour
Marine de Singapour : 150 missiles MICA sont livrés entre 2017 et 2019 pour équiper les 12 lanceurs de VL-MICA des corvettes de classe Independence,.
 Taïwan
Force aérienne de la république de Chine : 1 200 missiles MICA-EM sont livrés entre 1996 et 1998 (960 selon le SIPRI) pour équiper les Mirage 2000-5. Il est annoncé en janvier 2024 que Taïwan achètera des pièces détachées de missiles MICA à une entreprise française inconnue, à priori MBDA.
 Thaïlande
Armée royale thaïlandaise : 50 missiles MICA sont livrés en 2018 pour équiper des lanceurs VL-MICA qui remplacent des missiles Spada.
 Ukraine
Force aérienne ukrainienne : des missiles MICA sont utilisés en 2025 par les Mirage 2000-5 livrés par la France.
Marine ukrainienne : les missiles MICA sont choisis pour équiper les corvettes de classe Ada.

### Futurs utilisateurs
Bulgarie
Marine bulgare : 8 missiles MICA sont commandés en 2022 pour équiper les huit lanceurs VLS des corvettes de type MMPV 90.
 Colombie
Marine nationale colombienne : des missiles MICA-NG sont commandés en 2023 selon le SIPRI pour équiper les douze lanceurs VLS des frégates de classe Sigma, alors que d'autres sources évoquent des missiles américains ESSM.
 Danemark
Forces armées danoises : En juillet 2025, le Danemark confirme l’acquisition de deux systèmes terrestres.
 Malaisie
Marine royale malaisienne : 150 missiles MICA sont commandés en 2015 pour équiper les douze lanceurs VLS des frégates de classe Maharaja Lela.
 Philippines
Marine philippine : le système MICA VL a été choisi pour équiper les frégate de classe Miguel Malvar.

## Engagements

### Crise de la mer Rouge
Lors de la crise de la mer Rouge, des Mirages 2000-5 de l'escadron de chasse 3/11 Corse utilisent des missiles MICA pour abattre des drones Houthis.

### Guerre en Ukraine
Lors de l'invasion de l'Ukraine par la Russie, un missile MICA est tiré par un Mirage 2000-5 ukrainien pour abattre un missile Kh-101 russe au cours d'une attaque de missiles le 7 mars 2025. Il s'agit de la première fois qu'un Mirage 2000 abat un missile de croisière.

### Presse
- lieutenant Lise Moricet et Franck Fischer, « MICA NG – Le missile nouvelle génération », Air Actualités, no 721,‎ mai 2019, p. 52-53.